# 588255 Hantang
588255 Hantang è un asteroide della fascia principale. Scoperto nel 2007, presenta un'orbita caratterizzata da un semiasse maggiore pari a |2,300391 UA e da un'eccentricità di 0,250858, inclinata di 5,433351° rispetto all'eclittica.